# Commanderie de Temple Hirst
La Commanderie de Temple Hirst est une commanderie templière fondée en 1152 dans le village de Birkin en Angleterre.
La commanderie fut une possession templière jusqu'en 1312, date de la suppression de l'Ordre du Temple et de la dévolution de ses biens à l'Ordre de Saint-Jean de Jérusalem.

## Description géographique
Le village de Birkin se situe dans le comté du Yorkshire du Nord, dans la région de Yorkshire et Humber en Angleterre.

## Historique
La commanderie fut créée à partir du don du manoir Hirst en 1152 se situant dans la localité de Birkin. Le donateur n'était autre que Ralph Hastings, le frère du maître de l'Ordre de la province d'Angleterre à cette époque, Richard of Hastings. Henry Lacy, le suzerain de Ralph, confirma le don ainsi que celui fait par Henry Vernoil de terres à Potterlaw. D'autre dons suivirent, comme celui de l'église de Kellington, fait par Henry Lacy. 
La commanderie possédait aussi une chapelle à Norton, et une autre chapelle fut probablement construite avant 1185 relative au don fait avant cette date par Jordan Foliot de 40 acres de terres à Fenwick afin de supporter l'établissement d'un aumônier à Hirst.
Adam de Newmarket stipula qu'un penny devait être versé au Temple à Hirst lors de la fête de l'Assomption afin d'éclairer l'autel de la Vierge Marie.
Lors de la suppression de l'Ordre, le shérif Sir John Crepping fit une évaluation des biens de la commanderie s'élevant à 64 livres et 15 shillings, dont l'église de Kellington représentait plus de la moitié. L'inventaire recensa deux calices, une croix, un encensoir, six missels et quelques vêtements.

## Commandeurs templiers
| Nom du commandeur             | Dates |
| Robert Piron                  | ?     |
| Ivo de Etton (ou de Houghton) | 1308  |

## Note
1. ↑  Ce ne sont pas les coordonnées exactes mais celles du centre du village